# 烏合の衆

烏合の衆（うごうのしゅう）は、中国の古典からのことわざ。

## 概要
数だけが多く、規律も無ければ統一も無く、ただ騒いでばかりの群衆のことをいう。カラスが多く集まって騒いでいるだけのようであるためにこのようにいわれる。未熟でまとまりも統制も無い軍隊のことも烏合の衆という。

### 由来
この言葉の由来は、中国の古典である『後漢書』からである。それによると、漢の皇帝の子孫と偽って挙兵された軍隊が登場したのであるが、それに対して後漢の功臣の1人であった耿弇はその軍隊のことを、烏合の衆に過ぎない軍隊であり枯れ木を蹴散らすように簡単に倒すことができると言っていたのであった。嘘をついて寄せ集めした軍隊のことをカラスの群れにたとえてこのように言っていたのであった。